# ري باز كونتريرز
ري باز كونتريرز هو نحات فلبيني، ولد في 31 أغسطس 1950.